# Caelospermum
Caelospermum es un género con tres especies de plantas con flores perteneciente a la familia Rubiaceae. 

## Especies seleccionadas
- Caelospermum decipiens
- Caelospermum paniculatum
- Caelospermum reticulatum